# Calle del Marqués de la Ensenada
La calle del Marqués de la Ensenada es una vía pública de la ciudad española de Madrid, situada en el barrio de Justicia, distrito Centro.

## Descripción
La vía discurre desde la calle de Bárbara de Braganza hasta la de Génova. Honra con el título a Zenón de Somodevilla y Bengoechea, i marqués de la Ensenada, estadista y político ilustrado natural de la localidad riojana de Hervías que llegó a ocupar los cargos de secretario de Hacienda, Guerra y Marina e Indias. Aparece descrita en Las calles de Madrid (1889) de Hilario Peñasco de la Puente y Carlos Cambronero con las siguientes palabras:

Marqués de la Ensenada. Comienza en la calle del Almirante y termina en la de Génova. Es de apertura moderna. D. Zenón de Somodevilla, marqués de la Ensenada, nació en Hervás (Logroño) en 1702. Desde pagador de marina llegó á ser ministro de Fernando VI. Era hombre de buen talento y consiguió introducir algunas reformas en la Administración, y más aún en la Armada, que mejoró considerablemente. Hizo el Canal de Castilla, el camino del puerto de Guadarrama, y fortificó varias plazas. Fracasada su política, fué desterrado en 1754 con una pensión de 10.000 duros anuales. Al advenimiento de Carlos III volvió á figurar en Palacio; pero el motín de Esquilache le ocasionó otra vez la pérdida de la confianza de la Corona. El lujo y boato que usaba dió ocasión para que se murmurase de él: en un baile de corte se presentó con un vestido bordado de brillantes, cuyo valor ascendía á 10.000.000 de reales. Murió en Medina del Campo en 1781. Teatro de la Princesa.—Construído por el marqués de Monasterio y dirigido por el arquitecto D. Agustín Ortíz de Villajos: el coste se calcula en cinco millones de reales; se inauguró en la noche del día 15 de Octubre de 1888. Su fachada principal consta de tres cuerpos de estilo Renacimiento, con algunas líneas del greco-romano y varios caprichosos detalles. El arco de embocadura, decorado de arabescos, se apoya sobre pequeños arcos que sostienen varias columnas laterales, rematando el conjunto con zocalitos de azulejos. Se inauguró por la compañía que dirige el Sr. Mario, con la comedia Muérete... y verás, del ilustre Bretón de los Herreros, y el sainete El Corral de las Comedias, por Luceño.
(Peñasco de la Puente y Cambronero, 1889, p. 318)

La calle ha albergado, a lo largo de los años, varios teatros, incluidos el Lírico y el de la Princesa.